# Zero kara hajimeru mahō no sho
Zero kara hajimeru mahō no sho (ゼロから始める魔法の書 n.đ.: Cuốn sách ma pháp bắt đầu từ Zero) là 1 series light novel được viết bởi Kobashiri Kakeru và minh họa bởi Shizuma Yoshinori. Light novel này đã thắng giải Grand Prize ở sự kiện Dengeki Novel Prize. ASCII Media Works đã xuất bản 9 tập kể từ tháng 2 năm 2014. Series Manga được minh họa bởi Takashi Iwasaki. Series spinoff manga, Zero kara hajimeru mahō no sho na no! (ゼロから始める魔法の書なの) cũng được phát hành và minh họa bởi Yausoka. Anime được sản xuất bởi White Fox và bắt đầu phát sóng từ ngày 10 tháng 4 năm 2017 đến ngày 26 tháng 6 năm 2017.

## Cốt truyện
Vào năm 526. Phù thủy và phép thuật của họ nổi tiếng khắp vùng đất, nhưng kiến thức về sự tồn tại của phép thuật rất khó nắm bắt và sử dụng.
1 đọa thú (thứ bị mọi người khinh miệt), là 1 lính đánh thuê, có ước mơ 1 ngày nào đó được trở thành người. Anh ấy gặp được 1 phù thủy tên là Zero có thể biến ước mơ mình thành hiện thực. Cô ấy đề nghị sẽ biến anh ta thành người nếu anh ta sẽ hộ tống cô ta như là người bảo vệ cô ta khi tìm kiếm một quyển sách ma thuật, một thứ nguy hiểm có thể hủy diệt cả thế giới nếu rơi vào tay kẻ xấu. Hai người bắt đầu cuộc du hành của họ với thỏa thuận này.

## Danh sách nhân vật
Zero (ゼロ)
Lồng tiếng bởi: Hanamori Yumiri
Là một phù thủy có tính cách và ngoại hình giống như trẻ con. Cô thông thạo cả ma thuật và phép thuật. Mặc dù có một sự hiểu biết to lớn, nhưng cô không biết gì về những kiến thức cơ bản, chẳng hạn như giá trị của đá quý và tiền tệ. Cô đã thuê Mercenary, với lời hứa sẽ cho anh ta trở lại hình dạng người. Đặc biệt Zero rất thích bộ lông êm ái của Lính đánh thuê.
Lính đánh thuê (傭兵 (Dong binh) Yōhei)
Lồng tiếng bởi: Koyama Tsuyoshi
Là 1 đọa thú (đọa thú là người khi sinh ra lại xuất hiện dưới hình dáng con vật). Từ khi sinh ra anh ấy mang hình dạng một con hổ trắng. Trong phim cũng nói luôn là đọa thú được tạo ra bởi các phù thủy. Khi đọa thú chết, sức mạnh của chúng sẽ được trở về với phù thủy. Tuy nhiên khi phù thủy chết nó sẽ truyền lại cho con cháu của họ biến họ thành những đọa thú. Anh ấy rất thông thạo việc chiến đấu và nấu ăn. Mercenary đã tuyên bố rằng đó là ước mơ của mình là một ngày nào đó sẽ mở một nhà hàng khi ông là con người. Về mặt thể chất, ông có thể vượt trội hơn cả con người và thậm chí cả một số đọa thú. Mặc dù cuộc đời anh bị mọi người khinh miệt, ngược đãi nhưng anh ấy vẫn trở thành người tốt. Anh ấy có thái độ cộc cằn, nhưng trên thực tế là một người rất tốt bụng. Anh ta duy trì thái độ cộc cằn này, và trong một số trường hợp thì khuếch đại nó lên, để đảm bảo rằng mọi người vẫn thận trọng với đọa thú, để cho họ cảnh giác với những người đọa thú khác không được tốt và họ có thể bị lạm dụng. Tên anh ta vẫn chưa được biết vì Zero không cho anh ta nói tên mình để dễ trong việc kiểm soát anh ta, kể từ đó anh ta được gọi là Lính đánh thuê.
Albus (アルバス Arubasu)
Lồng tiếng bởi: Taichi Yō
Một cô gái phù thủy trẻ tuổi. Cô ấy là cháu gái của Sorena và cải trang thành một cậu bé để che giấu dòng dõi của cô ấy. Lúc đầu, cô cố gắng thử giết Lính đánh thuê để làm một nghi thức làm tăng sức mạnh của cô. Tuy nhiên, Albus đã bị Zero chặn lại, sau đó thì tham gia vào cuộc hành trình của họ. Mặc dù vậy, đôi khi cô ấy nói đùa rằng cô ấy sẽ lấy đầu của Mercenary chỉ để thu hút sự tức giận của người thứ hai. Cô thần tượng Zero vì cô là người đã viết Quyển sách ma thuật, một cuốn sách nói về những bí mật của phép thuật, một loại quyền lực mới, khác và hiệu quả hơn rất nhiều.
Holdem (ホルデム Horudemu)
Lồng tiếng bởi: Katō Masayuki
1 đọa thú mang hình con sói. Ban đầu ông ấy là một hoàng tử chạy trốn khỏi gia đình của mình và sống với Sorena. Anh ấy yêu cầu Sorena biến anh ta thành đọa thú để che giấu dòng họ hoàng gia của anh ta để anh ta có thể sống trong cuộc sống bình yên. Ông được giao nhiệm vụ chăm sóc cháu gái Sorena (sau này được tiết lộ là Albus) sau khi Sorena bị hành quyết.
Số 13 (十三番 Jūsan-ban)
Lồng tiếng bởi: Koyasu Takehito
Anh ta là một người cộng sự cũ của Zero, sau này được tiết lộ là anh trai của cô, người duy nhất còn sống sót cùng với Zero trong cuộc tàn sát để đánh cắp Ma of Zero. Tương tự Zero và Albus, Số 13 không sử dụng tên thật của mình và chọn bí danh của mình. Tính cách của anh ấy là khuôn mặt chết người với giộng nói thấp. Dù vậy tính cách của anh ấy thay đổi ngay khi nói đến thực phẩm và các bữa ăn. Kể từ sau khi rời khỏi hang động, anh ta trở thành pháp sư quốc gia với hi vọng tiêu diệt tất cả pháp sư đã học ma thuật từ Quyển sách ma thuật của Zero. Tuy nhiên mục đích chính của anh ta là thao túng đất nước.
Sorena (ソーレナ)
Lồng tiếng bởi: Sakakibara Yoshiko
Sorena là đại diện của dòng dõi Mooncaller và là một phù thủy tuyệt vời. Trong khi cô ta dùng sức mạnh để giúp đỡ người khác, cô ta đã bị đốt cháy sau khi người ta lầm tưởng đổ lỗi cho cô ta vì đã lây lan bệnh dịch. Cái chết của cô đã gây ra cuộc nổi dậy của các phù thủy ở Vương quốc Wenias, khiến con người phải săn đuổi phù thủy. Sau đó, Số 13 tiết lộ rằng bệnh dịch mà Sorena bị đổ lỗi cho thực sự đã bắt đầu do tai nạn nhờ một phù thủy không tên mới xuất hiện.

## Các chuyển thể

### Light novels
Light novels được viết bởi Kobashiri Kakeru và minh họa bởi Shizuma Yoshinori. Series đã thắng giải Dengeki Novel Prize in 2013. ASCII Media Works bắt đầu xuất bản dưới dấu ấn của Dengeki Bunko vào tháng 2 năm 2014, và đã có 7 tập đã xuất bản đến nay. 
| #  | Nhan đề                                                 | Ngày phát hành            | ISBN              |
| -- | ------------------------------------------------------- | ------------------------- | ----------------- |
| 1  | Zero kara Hajimeru Mahō no Sho (ゼロから始める魔法の書) | ngày 8 tháng 2 năm 2014   | 978-4-04-866312-0 |
| 2  | Akudiosu no Seijo (Jō) (アクディオスの聖女〈上〉)       | ngày 8 tháng 11 năm 2014  | 978-4-04-866649-7 |
| 3  | Akudiosu no Seijo (Ge) (アクディオスの聖女〈下〉)       | ngày 10 tháng 2 năm 2015  | 978-4-04-869256-4 |
| 4  | Kokuryū Tō no Maki (黒竜島の魔姫)                       | ngày 8 tháng 8 năm 2015   | 978-4-04-865306-0 |
| 5  | Rakuen no Hakamori (楽園の墓守)                         | ngày 10 tháng 12 năm 2015 | 978-4-04-865565-1 |
| 6  | Yomitsuki no Majo (Jō) (詠月の魔女〈上〉)               | ngày 9 tháng 4 năm 2016   | 978-4-04-865913-0 |
| 7  | Yomitsuki no Majo (Ge) (詠月の魔女〈下〉)               | ngày 10 tháng 8 năm 2016  | 978-4-04-892276-0 |
| 8  | Kinshokan no Shisho (禁書館の司書)                      | ngày 10 tháng 12 năm 2016 | 978-4-04-892539-6 |
| 9  | Zero no Youhei (Jō) (ゼロの傭兵〈上〉)                  | ngày 8 tháng 4 năm 2017   | 978-4-04-892824-3 |
| 10 | ゼロから始める魔法の書X −ゼロの傭兵〈下〉               | Ngày 10 tháng 8 năm 2017  | 978-4-04-893274-5 |
| 11 | ゼロから始める魔法の書XI ―獣と魔女の村づくり―           | Ngày 9 tháng 12 năm 2017  | 978-4-04-893521-0 |

### Manga
Manga được chuyển thể bởi Iwasaki Takeshi và đang được suất bản trong tạp chí Dengeki Maoh chương Seinen manga của ASCII Media kể từ năm 2014.
| # | Ngày phát hành ja         | ISBN ja           |
| - | ------------------------- | ----------------- |
| 1 | ngày 9 tháng 5 năm 2015   | 978-4-04-865235-3 |
| 2 | ngày 10 tháng 10 năm 2015 | 978-4-04-865433-3 |
| 3 | ngày 10 tháng 3 năm 2016  | 978-4-04-865849-2 |
| 4 | ngày 10 tháng 8 năm 2016  | 978-4-04-892271-5 |
| 5 | ngày 10 tháng 1 năm 2017  | 978-4-04-892618-8 |
| 6 | ngày 27 tháng 6 năm 2017  | 978-4-04-892975-2 |

Yasutake đã đưa ra spinoff manga, tựa đề Zero kara hajimeru mahō no sho na no! (ゼロから始める魔法の書 なの！), trong Dengeki Maoh vào ngày 27 tháng 10 năm 2015, 2015.
| # | Nhan đề                                                                   | Ngày phát hành           | ISBN              |
| - | ------------------------------------------------------------------------- | ------------------------ | ----------------- |
| 1 | Zero kara hajimeru mahō no shona no! II (ゼロから始める魔法の書 なの！ I) | ngày 8 tháng 10 năm 2016 | 978-4-04-865941-3 |
| 2 | Zero kara hajimeru mahō no shona no! I (ゼロから始める魔法の書 なの！ II) | ngày 27 tháng 3 năm 2017 | 978-4-04-892786-4 |

### Anime
Anime được chuyển thể bởi Dengeki Fall Festival vào ngày 2 tháng 10 năm 2016. Đạo diễn là Tetsuo Hirakawa và sản xuất bởi White Fox. Kimiya Ryosuke và Mataga Daisuke cung cấp các thiết kế nhân vật cho anime. Bộ phim phát sóng từ ngày 10 tháng 4 năm 2017 đến 26 tháng 6 năm 2017. Bộ phim gồm 12 tập. nhạc opening là bài "Hakken-sha wa Watashi" (発見者はワタシ) đượv thể hiện bởi Tapimiru và nhạc ending là bài "Hajimari no Shirushi" (はじまりのしるし) được thể hiện bởi Chima. Sentai Filmworks Đã cấp phép cho anime và sẽ phát sóng nó trên Amazon Anime Strike. MVM Films phát sóng bộ phim này tại Vương quốc Anh.
| No. | Tên                                                       | Original air date        |
| --- | --------------------------------------------------------- | ------------------------ |
| 1 | "Majo to Kemono Ochi" (魔女と獣堕ち)                      | ngày 10 tháng 4 năm 2017 |
| 1 Lính đánh thuê là đọa thú hổ trắng đang chạy trốn khỏi thợ săn và phù thủy, không may anh ta vấp ngã và rơi xuống ngay chỗ của Zero. Mặc dù vẫn còn nghi ngờ cô ấy, nhưng anh ta quyết định làm làm vệ sĩ cho cô để được trở về làm người. Ngày hôm sau, Zero nói với Lính đánh thuê sự khác biệt giữa magic và sorcery, và sử dụng kiến thức của mình để phủ nhận phép thuật của một cậu bé đang tấn công họ. Sau đó mới tiết lộ với cậu bé mình là Zero, người đã viết cuốn sách mà cậu bé đanh học |                                                           |                          |
| 2 | "Majogari" (魔女狩り)                                     | ngày 17 tháng 4 năm 2017 |
| Cậu bé tên là Albus chấp nhận thất bại của mình và quyết định gia nhập với Lính đánh thuê và zero trong chuyến đi của họ. Khi họ dừng lại ở gần suối để nghỉ ngơi, Albus phát hiện ra một chiếc nhẫn trong nước và giữ nó. Khi chuẩn bị nghỉ ngơi tại một ngôi làng gần đó, thì dân làng thấy chiếc nhẫn trên tay Albus và buộc cậu bé đã đánh cắp nó. Khi Albus đáp lại bằng cách bảo vệ một phù thủy khét tiếng, dân làng trở nên thù địch và cố gắng săn lùng họ. Không muốn làm lớn chuyện, Lính đánh thuê đã bỏ chạy với hai phù thủy. Khi dân làng săn lùng họ, một phụ nữ lớn tuổi đã giúp họ trốn thoát, tiết lộ mình là phù thủy, người đã từ bỏ quyền lực của mình để kết hôn với một người bình thường, và chiếc nhẫn mà Albus tìm được là một món quà cưới. |                                                           |                          |
| 3 | "Kettō" (決闘)                                            | 24 tháng 4 năm 2017      |
| Bộ ba đến Formicum khi Lính đánh thuê yêu cầu Zero mua cho mình một trang phục mới. Sau một số cảnh khó xử tại một cửa hàng, thợ may vui vẻ chấp nhận áo choàng cũ của Zero như là khoản thanh toán cho trang phục mới của cô ấy. Sau đó, cả nhóm đi tìm một quán trọ để ở qua đêm. Sau khi Lính đánh thuê giải cứu một cô gái trong một con hẻm, một đọa thú mang hình con sói chỉ anh ta về một khách sạn chấp nhận những người không phải là con người. Khi Lính đánh thuê lẻn ra ngoài thì bị Zero phát hiện và đòi mang cô theo, khi đến quá rượu thì con sói đó lại xuất hiện, đề nghị trao đỏi ba "phù thủy" của mình để lấy Zero. Lính đánh thuê từ chối, nghi ngờ rằng họ chỉ là những cô gái nô lệ bình thường, Lính đánh thuê theo người đàn ông sói về nhà để giải phóng họ. Tuy nhiên, người sói nhìn thấy anh ta, và thách anh ta một cuộc đấu tay đôi. Lính đánh thuê đánh anh ta bất tỉnh và giải phóng các cô gái, trong khi Zero hóa giả người sói làm biến mất bộ lông trên người và đuôi. |                                                           |                          |
| 4 | "Ratetto e no dōchū" (ラテットへの道中)                   | ngày 1 tháng 5 năm 2017  |
| Sau khi định cư ở Formicum, nhóm tiếp tục cuộc hành trình. Zero tiếp tục phát triển từ cuộc sống ẩn dật của cô, khi cô cố gắng để hiểu nụ hôn là. Albus học từ Zero cách sử dụng phép thuật để bắt cá. Đêm đó, Lính đánh thuê nói về ước mơ mở quán rượu khi anh ấy là con người, thế là cả nhóm nói về quá khứ của họ. Albus đề cập đến việc cha mẹ anh đã chết trong một cuộc săn đuổi phù thủy, trong khi Zero chỉ nhớ rằng cha mẹ cô đã dành cả cuộc đời mình trong một hang động học phép thuật. Khi nhóm đến được Latette, họ rất ngạc nhiên khi thấy tất cả mọi người trong thành phố dường như đã chết. |                                                           |                          |
| 5 | "Zero no majutsu shidan" (ゼロの魔術師団)                 | ngày 8 tháng 5 năm 2017  |
| Khi cả nhóm đi điều tra thị trấn, Zero ghi nhận rằng có nhiều loại ma thuật đã được sử dụng chống lại người dân, nhưng hầu hết các tòa nhà đã bị bỏ lại. Sau khi không thể tìm được Quyển sách ma thuật của Zero, Albus tìm thấy một người đàn ông bị thương. Từ mô tả của anh ta và sự xuất hiện của những pháp sư chết đã bị ma thuật đánh cắp, Zero đã chứng minh rằng đó là một pháp sư tên là Số 13. Đột nhiên, Lính đánh thuê bị rơi vào một cái bẫy ma thuật cho đến khi Zero giúp anh ta thoát ra. Bộ ba đột nhiên tìm thấy mình trong tầng hầm nơi Số 13 xuất hiện, và nói với họ rằng ông ta đã được nhà vua thuê để giết một thị trấn đầy những kẻ chủ mưu nổi loạn để đổi lấy sự giúp đỡ của ông trong việc tìm kiếm Grimoire. Zero và Số 13 sau đó tham gia vào một trận chiến phép thuật, với Mercenary cố gắng để kết thúc nó một cách nhanh chóng. |                                                           |                          |
| 6 | "Jūsanban" (十三番)                                       | ngày 15 tháng 5 năm 2017 |
| Zero và Số 13 đột ngột ngừng cuộc chiến của họ khi họ nghe tiếng chuông. Số 13 dẫn cả nhóm đến phòng ăn, khi ông tiết lộ cái bẫy đã đưa nhóm tới lâu đài hoàng gia ở Plasta, thủ đô. Trong bữa ăn, Số 13 và Zero tiết lộ rằng cả hai đang tìm kiếm Grimoire mà Zero viết trong hang động, vì nó đã bị đánh cắp bởi chủ nhân của họ đã giết tất cả các phù thủy khác sống ở đó. Số 13 sau đó cung cấp cho Albus một cơ hội để tham gia cùng anh ta hoặc bị thiêu sống. Tối hôm đó, Số 13 đưa cho Lính đánh thuê một loại thuốc mà sẽ biến anh ta thành người, và tuyên bố rằng Zero đã sử dụng anh ta. Khi Lính đánh thuê chạy trốn thì gặp Zero, cô ấy giải thích cho anh ta hiểu rằng anh ấy bị lừa dối bởi Số 13 và đột ngột chấm dứt hợp đồng của họ. |                                                           |                          |
| 7 | "Ōto purasuta" (王都プラスタ)                             | ngày 22 tháng 5 năm 2017 |
| Khi Plasta chuẩn bị cho một lễ hội, Lính đánh thuê dừng lại để giúp đỡ một cô gái. Sau đó ông bỏ đi sau khi biết đượccô gái và cha cô ghét đọa thú. Sau đó, anh ta bị tấn công bởi những phù thủy dẫn đầu là đọa thú người sói từ Formicum. Người sói bị bắn vào lưng trong khi Lính đánh thuê đang chiến đấu phù thủy. Quay lại lâu đài, Zero chuẩn bị chiến đấu với Số 13 cho đến khi cô đột ngột ho ra máu khi Lính đánh thuê được chữa lành một cách kỳ diệu. Lính đánh thuê chuẩn bị ăn thịt người phù thủy còn lại cuối cùng nhưng dừng lại. Khi rời khỏi khu vực, anh ta đi qua người sói bị thương, người cầu xin anh ta giúp đỡ vì lợi ích của cháu gái phù thủy Sorena vĩ đại, người có thể giữ Quyển sách ma thuật của Zero. |                                                           |                          |
| 8 | "Sōrena no magomusume" (ソーレナの孫娘)                   | ngày 29 tháng 5 năm 2017 |
| Trong khi hồi phục, người sói nói với Lính đánh thuê rằng anh ta từng là một người đàn ông nhỏ tuổi tên là Holdem, người đã trốn khỏi vị trí của mình sau khi bị bắt gặp có quan hệ với người phụ nữ của anh trai mình. Sau khi gặp Sorena trong một khu rừng, Holdem đã yêu cầu cô biến anh ta thành một đọa thú để anh có thể ở lại với cô và cháu gái của cô. Trở lại lâu đài, Zero thấy mình không thể thoát khỏi căn phòng của mình, trong khi Albus từ chối đề nghị của Số 13. Lính đánh thuê biết rằng Albus sẽ bị thiêu sống nên vội vã để cứu anh ta. Holdem bị sốc khi phát hiện ra rằng Albus thực sự là cháu gái Sorena, và cả hai đọa thú cùng giải cứu cô ấy. Sau khi cả nhóm rơi xuống một vách đá, Số 13 tin rằng đọa thú và Albus vẫn còn sống, và gửi những kẻ sát nhân đuổi theo họ |                                                           |                          |
| 9 | "Saikai" (再会)                                           | ngày 5 tháng 6 năm 2017  |
| Trong khi nhóm đang nghỉ ngơi sau khi rơi xuống vách đá, Albus đề xuất tạo ra một vòng tròn ma thuật lớn trải dài trên khắp đất nước để hủy bỏ tất cả các phép thuật, từ đó loại bỏ sức mạnh của các pháp sư giả mạo mà không cần phải giết bất cứ ai. Đột nhiên, nhóm đã buộc phải trốn thoát khỏi các tên sát thủ do Số 13 gửi đến. Sau khi trốn thoát, họ quyết định quay trở lại Formicum để sử dụng một chiếc áo choàng cũ của Zero để tìm vị trí của cô ấy. Albus nhận ra rằng Zero đang ở trong lâu đài Plasta, bị giam giữ trong một cái tháp, vì vậy Mercenary bắt đầu giải cứu cô bằng cách leo lên một mặt đá trong khi Albus và Holdem bắt đầu thiết lập các vòng phép thuật. Tuy nhiên, các Phù thủy của Zero dừng công việc ấy lại Albus khi cô kết thúc vòng tròn thứ hai. |                                                           |                          |
| 10 | "Akasa re ta shinsō" (明かされた真相)                     | ngày 12 tháng 6 năm 2017 |
| 11 | "Majo to majutsu shi" (魔女と魔術師)                      | ngày 19 tháng 6 năm 2017 |
| Zero và Số 13 đối mặt với nhau, Lính đánh thuê thì đứng nhìn (vô dụng:V). Tuy nhiên, phép thuật của Zero mạnh mẽ hơn vì cô ấy cố ý đưa ra những lỗi sai cực kì tinh vi trong quyển sách ma thuật như một biện pháp bảo vệ trong trường hợp rơi vào tay kẻ xấu. Nhận ra rằng Số 13 sẽ không bao giờ có thể vượt qua được Zero, anh ta từ bỏ tham vọng của mình và quyết định giúp Zero giải trừ phép thuật. Trong khi đó, Albus được cứu bởi Holdem sau đó tập hợp với Zero, Lính đánh thuê và Số 13. Sau khi biết được sự thật Số 13 là ngài ấy", Albus cố gắng giết anh ta mà không nhận ra rằng giết chết anh ta thì cô ta biến mất vì khế ước máu giữa 2 người họ. Số 13 hủy bỏ hợp đồng và cho phép cô giết anh ta, nhưng anh ta yêu cầu Albus để cho anh ta một cơ hội để khắc phục những vấn đề ông gây ra. |                                                           |                          |
| 12 | "Zero kara hajimeru mahō no sho" (ゼロから始める魔法の書) | ngày 26 tháng 6 năm 2017 |
| Cả nhóm chia ra đi vẽ vòng tròn ma thuật và tập hợp lại ở trung tâm. Trong khi Zero và Số 13 đang thực hiện nghi lễ, Lính đánh thuê và Holdem phải bảo vệ hai người họ. Là phần cuối cùng của nghi thức, cơ thể của Lính đánh thuê được sử dụng để niêm phong phép thuật trong Weinas, kết thúc chiến tranh. Ba ngày sau, Lính đánh thuê tỉnh dậy và vẫn là một đọa thú vì phép thuật của Zero đã làm cô ấy suy yếu. Albus đã bị thiêu đốt để liên kết nhân loại, nhưng kế hoạch được thiết lập để Số 13 có thể trốn thoát bí mật trong khi những ngọn lửa che khuất tầm nhìn của đám đông. Zero và Lính đánh thuê đi theo những cách riêng của mình và Albus hôn Mercenary gây ra nhiều sự ghen tị cho Holdem. Zero tiết lộ rằng Số 13 là anh trai của cô ấy, trong khi Zero nói về việc có một mối quan hệ lãng mạn với Lính đánh thuê, nhưng anh ấy nhấn mạnh rằng anh ấy chỉ có để bảo vệ cô ấy. |                                                           |                          |